# اگونا ابیرم
اگونا ابیرم (به لاتین: Agona Abirem) یک منطقهٔ مسکونی در غنا است که در منطقه مرکزی (غنا) واقع شده‌است.